# Иоанн (Ринне)
Митрополи́т Иоа́нн (фин. Metropoliitta Johannes, швед. Metropolit Johannes, в миру Йоханнес Вильхо Ринне, швед. и фин. Johannes Wilho Rinne; 16 августа 1923, Турку — 1 июля 2010, Турку, Финляндия) — епископ Константинопольской православной церкви; титулярный старец-митрополит Никейский, ипертим и экзарх всей Вифинии (2001—2010); ранее — архиепископ Карельский и всея Финляндии, предстоятель Финляндской архиепископии (1987—2001).

## Биография
Родился 16 августа 1923 года в Турку, в лютеранской семье. Вырос билингвальным, владея на уровне родного как финским, так и шведским языками.

### Образование
В 1948 году окончил теологический факультет шведоязычной Академии Або в Турку, получив степень кандидата теологии.
В 1950 году окончил англиканский колледж в Великобритании и до 1952 году преподавал в шведоязычной школе в Парайнене.
С 1952 по 1953 годы обучался по стипендиатской программе в США, где в 1953 году был удостоен степени магистра теологии. По возвращении в Финляндию преподавал в ряде финских школ.
В 1966 году удостоен степени доктора теологии в евангелическо-лютеранской церкви.
Перед этапом перехода в православие обучался в православной семинарии на острове Халки, а в 1971 году удостоен степени доктора богословия в Университете города Фессалоник.

### Церковное служение
В 1966 году был присоединен к Православной церкви через миропомазание и в том же году рукоположен во диакона в Стамбуле.
В 1967 году принят в братство монастыря Иоанна Богослова на Патмосе, где пострижен в монашество с наречением имени Иоанн, в честь апостола Иоанна Богослова.
2 мая 1967 года хиротонисан в сан иеромонаха и возведён в достоинство архимандрита.
Представлял Финскую православную церковь на IV Всеправославном совещании, прошедшем с 8 по 15 июня 1968 года в Шамбези, пригороде Женевы.

### Епископское служение
26 мая 1969 года был хиротонисан во епископа Лапландского, викария Карельской епархии.
C 11 ноября 1969 года помогал престарелому епископу Гельсингфорсскому Александру (Карпину) в управлении Гельсингфорской митрополией.
С 1970 года временно управлял Гельсингфорсской митрополией, а 1 февраля 1972 год официально избран и утверждён митрополитом.

### Предстоятель Финляндской архиепископии
15 октября 1987 года на Церковном соборе избран архиепископом Карельским и всей Финляндии.
30 сентября 2001 года вышел на покой, а 4 октября того же года решением Священного Синода Константинопольской православной церкви назначен титулярным митрополитом-старцем Никейским с местом пребывания в Финляндии.
Скончался 1 июля 2010 года в Турку. Согласно завещанию, отпевание покойного было совершено митрополитом Хельсинкским Амвросием (Яаскеляйненом) по чину простых монахов, без архиерейских атрибутов, в присутствии лишь узкого круга близких родственников. Похоронен на православном участке городского кладбища в Турку.

## Отношения с Московским патриархатом
В 1973 году, будучи митрополитом Хельсинкским, выразил желание о переходе русских приходов в юрисдикцию Финляндской православной церкви, на что получил отказ.
На посту предстоятеля Финляндской архиепископии архиепископ Иоанн неоднократно вступал в трения с духовенством и прихожанами Московского патриархата.
Архиепископ Иоанн активно поддержал идею открытия на территории Эстонии параллельной церковной структуры Константинопольского патриархата — Эстонской апостольской православной церкви и с 20 февраля 1996 года по 13 марта 1999 года временно встал в её главе, что породило острый конфликт между Константинопольским и Московским патриархатами, и на некоторое время привело к разрыву евхаристического общения.